# Гай Кальпурній Пізон Красс Фругі Ліциніан
Гай Кальпурній Пізон Красс Фругі Ліциніан (лат. Gaius Calpurnius Piso Crassus Frugi Licinianus; ? — після 117) — політичний діяч часів Римської імперії, консул-суффект 87 року.

## Життєпис
Походив з родів Кальпурніїв та Ліциніїв. Син Марка Ліцинія Красса Фругі, консула 64 року ( батько Луція Кальпурнія Пізона був усиновлений Марком Ліцинієм Крассом, консулом 14 року до н. е.) і Сульпіції Претекстати.Завдяки своєму походженню увійшов до колегій арвальських братів та понтифіків.
Підтримував династію Флавіїв. У 87 році став консулом-суффектом разом з Гаєм Гельвідієм Приском. Про його каденцію нічого невідомо.
За правління імператора Нерви (близько 97 року) брав участь (або навіть очолив) у змові з метою захоплення влади. Був викритий і засланий разом з родиною до Таренту, де перебував до правління імператора Траяна. Є згадки про можливість змови Гая Кальпурнія проти цього імператора, за що був підданий сенатському суду й засланий на один з островів Тірренського моря. На початку правління імператора Адріана Гай Кальпурній був вбитий або страчений.